# The Discovery (álbum)
The Discovery es el segundo álbum de estudio de la banda estadounidense de metal progresivo Born of Osiris. Fue lanzado el 22 de marzo de 2011 a través de Sumerian Records. También es el primer álbum de Born of Osiris que utiliza guitarras de siete cuerdas y fue producido exclusivamente por miembros de la banda. Las primeras versiones demo de algunas de las canciones del álbum fueron producidas y mezcladas por Misha Mansoor, pero el lanzamiento final fue mezclado por Jason Suecof.
The Discovery es el único lanzamiento de la banda que incluye al guitarrista Jason Richardson, quien posteriormente fue despedido del grupo en diciembre de 2011. La mayoría de los solos del álbum fueron escritos e interpretados por Richardson. El álbum debutó en el puesto 87 del Billboard 200, vendiendo aproximadamente 6400 copias en su primera semana.

## Lista de canciones
Todas las letras escritas por Ronnie Canizaro y Joe Buras, toda la música compuesta por Jason Richardson, Lee McKinney y Cameron Losch, excepto lo que se indique. 
| N.º | Título                    | Duración |  |
| 1.  | «Follow the Signs»        | 3:51     |  |
| 2.  | «Singularity»             | 3:33     |  |
| 3.  | «Ascension»               | 2:28     |  |
| 4.  | «Devastate»               | 4:35     |  |
| 5.  | «Recreate»                | 4:01     |  |
| 6.  | «Two Worlds of Design»    | 3:14     |  |
| 7.  | «A Solution»              | 2:07     |  |
| 8.  | «Shaping the Masterpiece» | 4:39     |  |
| 9.  | «Dissimulation»           | 2:48     |  |
| 10. | «Automatic Motion»        | 2:43     |  |
| 11. | «The Omniscient»          | 2:08     |  |
| 12. | «Last Straw»              | 4:01     |  |
| 13. | «Regenerate»              | 5:06     |  |
| 14. | «XIV» (Instrumental)      | 1:52     |  |
| 15. | «Behold»                  | 5:51     |  |

| Bonus tracks |                                             |          |  |
| N.º          | Título                                      | Duración |  |
| 16.          | «Follow the Signs» (Misha Mansoor demo mix) | 4:09     |  |
| 17.          | «Singularity» (Misha Mansoor demo mix)      | 3:37     |  |
| 18.          | «Recreate» (Misha Mansoor demo mix)         | 4:07     |  |

## Posicionamiento en lista
| Lista (2011)                    | Posición |
| ------------------------------- | -------- |
| US Billboard 200                | 87       |
| US Billboard Independent Albums | 17       |
| US Billboard Rock Albums        | 23       |
| US Billboard Hard Rock Albums   | 6        |

## Personal
Born of Osiris
- Ronnie Canizaro – voz principal
- Jason Richardson – guitarra principal
- Lee McKinney – guitarra rítmica
- David Da Rocha – bajo
- Joe Buras – teclados, sintetizadores, coros
- Cameron Losch – batería